# Huta, Drohobîci
Huta (în ucraineană Гута) este un sat în comuna Novîi Kropîvnîk din raionul Drohobîci, regiunea Liov, Ucraina.

## Demografie
Componența lingvistică a localității Huta
     Ucraineană (95,45%)
     Rusă (4,55%)
Conform recensământului din 2001, majoritatea populației localității Huta era vorbitoare de ucraineană (95,45%), existând în minoritate și vorbitori de rusă (4,55%).